# Lepisosteus oculatus
Il luccio maculato (Lepisosteus oculatus Winchell, 1864) è un pesce della famiglia dei Lepisosteidi. Come tutte le altre specie del suo genere è originario del Nordamerica; il suo areale si estende dal lago Erie e dalle acque meridionali del lago Michigan verso sud, attraverso il bacino del Mississippi, fino al Golfo del Messico, dal basso corso del fiume Apalachicola, in Florida, al Nueces, in Texas.

## Descrizione
Lungo fino a 2,2 m, è caratterizzato da un vistoso disegno maculato che gli orna la parte superiore del capo, le pinne e la regione posteriore del corpo; inoltre ha il muso largo e corto. Come tutti gli altri lepisostei, anch'esso è ricoperto da scaglie ganoidi.

## Comportamento
Vive in gran parte dei corsi d'acqua, dai grandi fiumi ai piccoli ruscelli di pianura, così come in laghi, paludi e stagni di acqua salmastra. È un vorace predatore che si nutre di varie specie di pesci e crostacei. Talvolta si ibrida con il luccio della Florida, molto simile ad esso nell'aspetto.